# Airborne 44
Airborne 44 is een Belgische avonturenstrip die zich afspeelt tijdens de Tweede Wereldoorlog, en werd geschreven en getekend door Philippe Jarbinet. In deze stripreeks worden de lotgevallen verteld van Gavin, een jonge Amerikaanse soldaat. Gavin vecht niet alleen tegen de Duitsers, hij is ook op zoek naar zijn Franse jeugdliefde Joanne, van wie hij gescheiden werd door de oorlog. 
De reeks is opgezet als vier tweeluiken. Het eerste gaat over de gevechten midden in de Tweede Wereldoorlog, in het tweede  maakt Gavin de landing in Normandië mee op Omaha Beach en Operatie Overlord. Het derde tweeluik keert terug naar de crisis van de jaren 30 maar eindigt met de Slag om Bastenaken. Het laatste tweeluik kadert in het einde van de Tweede Wereldoorlog in Europa in 1945 en de volgende wapenwedloop. Het achtste album verscheen in 2019.

## Achtergrond
Jarbinet streefde een zo groot mogelijke historische correctheid na. Hij kreeg hulp van iemand die bij Omaha Beach woont en veel documentatie kon verschaffen. Ook ging Jarbinet zelf op verkenning op de voormalige slagvelden van Normandië.

## Albums
De reeks werd uitgegeven door Casterman in het Frans. Ook de Nederlandse vertaling werd uitgegeven door Casterman. Er verschenen ook twee verzamelalbums waarin telkens twee albums die samen een tweeluik vormen werden gebundeld, en dit van de eerste vier albums.
1. Waar de mannen vallen (Là où tombent les hommes) (2009)
2. Morgen zullen wij er niet meer zijn (Demain sera sans nous) (2009)
3. Omaha Beach (Omaha Beach) (2011)
4. Kruisende wegen (Destins croisés) (2012)
5. Als je moet overleven (S'il faut survivre) (2014)
6. Winter onder de wapens (L'hiver aux armes) (2015)
7. Verloren generatie (Génération perdue) (2017)
8. Op onze puinhopen (Sur nos ruines) (2019)
9. Black Boys (Black boys) (2021)